# Catedral 20 Anos de Estrada - Ao Vivo
Catedral 20 Anos de Estrada - Ao Vivo é o quarto álbum ao vivo e vigésimo trabalho musical da banda Catedral, lançado em 2008 pela gravadora New Music]. O álbum traz 22 regravações de sucessos da banda mais 4 canções inéditas, com a produção de Carlos Trilha junto com Kim e Julio.[carece de fontes?]
O trabalho ainda contou com as participações dos cantores Vinny, Luka, Liah e de Milton Jorge e Samuel Ribeiro banda Sinal de Alerta, além de Alex Motta, filho do falecido guitarrista do Catedral Cezar Motta.

## Faixas Versão CD

### Disco 1
1. Inexoravelmente
2. Eu Amo Mais Você
3. Do Meu Querer  (part. Liah)
4. A Poesia e Eu
5. O Sonho Não Acabou
6. Um Minuto
7. Feliz
8. Estrelas do Amanhã
9. Balada de Uma Saudade
10. Um Dia
11. Carpe Diem
12. Tchau  (part. Luka)
13. Atemporal

### Disco 2
1. Joga Fora
2. Quem Disse que o Amor pode Acabar? (part. Alex Motta)
3. Dúvidas em Mim
4. Mil Maneiras
5. Enquanto o Sol Brilhar (part. Vinny)
6. Uma Canção de Amor pra Você
7. O Que é que Há Rapaz?
8. O Nosso Amor
9. A Beleza Eterna
10. Para Um Novo Tempo Começar
11. Eu Tenho  (part. Sinal de Alerta)
12. No Mais Íntimo Momento de Mim
13. A Tempestade e o Sol (Instrumental)

## Faixas Versão DVD
1. Para um Novo Tempo Começar
2. O Nosso Amor
3. O Sonho Não Acabou
4. Balada de uma Saudade
5. Carpe Diem
6. Eu Amo Mais Você
7. Dúvidas em Mim
8. Atemporal
9. Uma Canção de Amor pra Você
10. Quem Disse que o Amor Pode Acabar? (part. Alex Motta)
11. A Beleza Eterna
12. Mil Maneiras
13. Um Dia
14. Do Meu Querer (part. Liah)
15. Joga Fora
16. Estrelas do Amanhã
17. No Mais Íntimo Momento de Mim
18. Enquanto o Sol Brilhar (part. Vinny)
19. Feliz
20. Eu Tenho  (part. Sinal de Alerta)
21. O que é que Há Rapaz?
22. Um Minuto
23. Inexoravelmente
24. Tchau  (part. Luka)
25. A Poesia e Eu
26. Solo (Júlio Cesar)

## Ficha Técnica
CATEDRAL:
- Kim: Guitarra e violão base e voz
- Júlio Cesar: Baixo
- Guilherme Morgado: Bateria

MÚSICOS CONVIDADOS:
- Diego César: Guitarras
- Thiago Balbino: Teclados
- Carlos Trilha: Piano, Teclado, Órgão e Sintetizadores.